# Hospice musicien
Un hospice musicien est, à Venise, un établissement d’assistance aux plus démunis (malades, indigents, orphelins) qui, grâce à la qualité de l’enseignement musical donné aux jeunes filles, devient un conservatoire de grand renom, notamment au XVIIIe siècle, sous la république de Venise. La réputation de ces écoles de musique était telle que les plus grands musiciens de l’époque étaient sollicités pour y enseigner.
Venise compte quatre de ces ospedali (hospices) musiciens : l’Ospedale dei Mendicanti, le plus ancien, l’Ospedale dei Derelitti (ou Ospedaletto), l’Ospedale degli Incurabili et le Pio Ospedale della Pietà.

## Histoire
Les quatre ospedali de Venise ont été fondés entre le XIIe siècle et le XVIe siècle : l’Ospedale dei Mendicanti en 1182 (réorganisé en 1595), l’Ospedale dei Derelitti en 1528, l’Ospedale degli Incurabili en 1522, et le Pio Ospedale della Pietà en 1336, pour venir en aide aux plus nécessiteux et pour accueillir les orphelins. À leur fondation, ils prennent en charge les malades de la syphilis ou de la peste, puis leur fonction s’élargit à l’accueil des prostituées, des mendiants, des orphelins, et des filles de familles nobles ou respectables appauvries. Le Pio Ospedale della Pietà ne prend en charge que les enfants abandonnés. D’abord sous la juridiction du Saint-Siège, ils passent petit à petit à celle du Doge. Ils sont administrés par des procuratori (magistrats) et des gouverneurs, et financés par le travail des pensionnaires, par des dons et des héritages.
Les nouveau-nés sont déposés de façon anonyme dans des tours d'abandon, comme celle qu'on peut encore voir à l'Ospedale della Pietà. L'adulte qui déposait le bébé pouvait laisser un signe de reconnaissance, afin de pouvoir reprendre l'enfant plus tard : images pieuses, médailles, coupées en deux, une moitié laissée avec l'enfant, l'autre conservée par l'adulte. À la réception de l'enfant, son nom, ses vêtements, son signe de reconnaissance étaient inscrits dans un registre (i libri Ruota, les livres de la tour d'abandon).

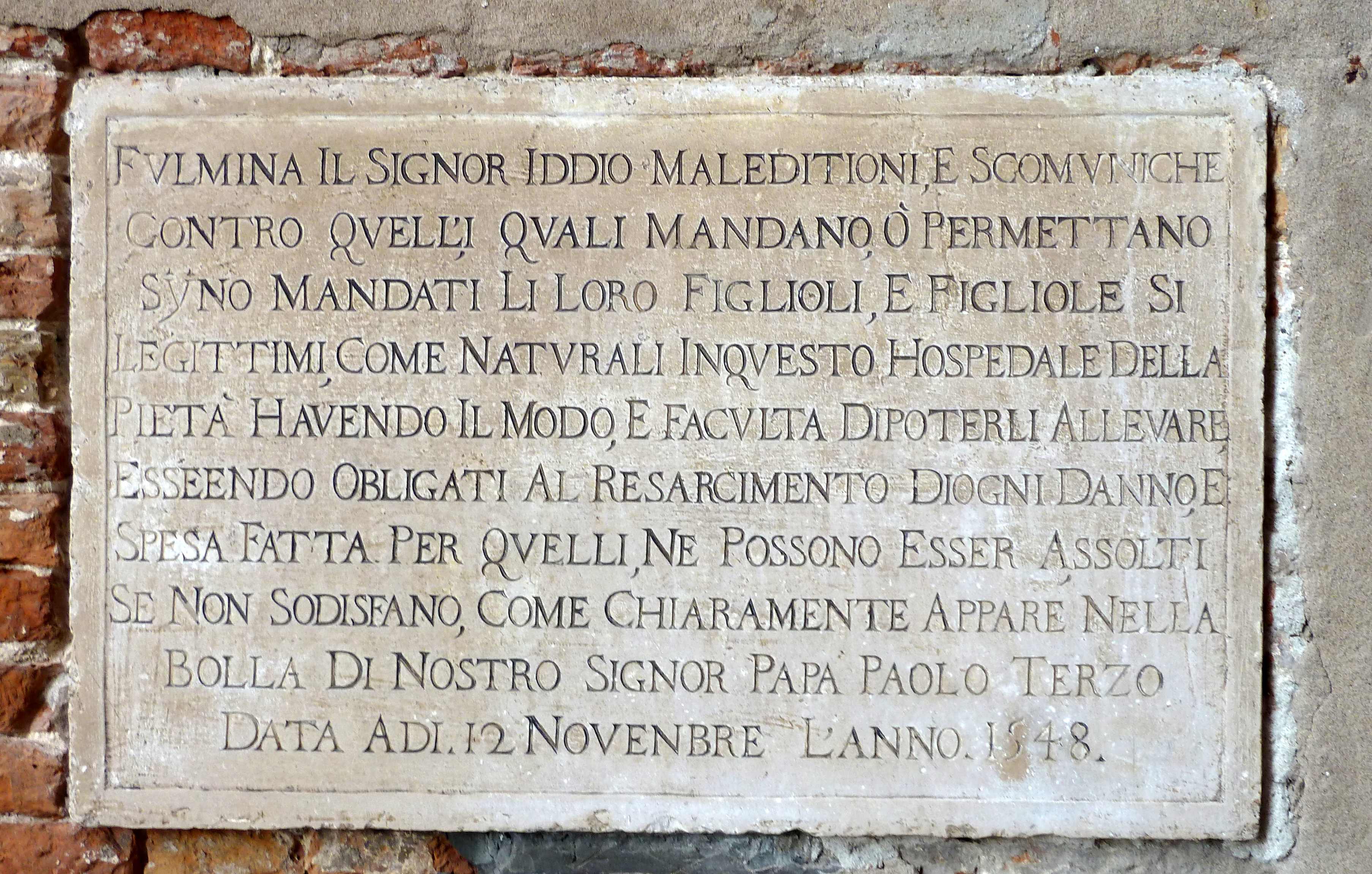
Plaque au coin de l'église de la Pietà menaçant d'excommunication.

Les bébés abandonnés ne sont pas nécessairement orphelins ou issus de familles pauvres. Le problème des familles riches qui laissent leurs enfants est suffisamment grave pour que le pape Paul III signe une bulle pontificale en 1548 qui rappelle ses devoirs religieux à toute personne qui abandonne ses enfants, légitimes ou non, alors qu'elle a les moyens de l'élever. Elle a l'obligation de contribuer aux dépenses encourues. Si elle ne le fait pas, aucun pardon ne lui sera accordé et elle sera excommuniée. Une plaque au coin de l'église de la Pietà, à côté de la tour d'abandon, rappelle la teneur de cette bulle. Une partie des dons reçus par les ospedali provient de la peur d'être excommunié.

## Éducation musicale

### Importance croissante de l’éducation musicale
L’organisation de la vie quotidienne imite celle des établissements religieux et est réglée sur la célébration des offices. La musique faisant partie intégrante de la liturgie, l’éducation musicale s’y développe . Au contraire des conservatoires de Naples dans lesquels ce sont les garçons qui reçoivent une éducation musicale poussée, à Venise, seules les filles en bénéficient dans les quatre ospedali. À partir du milieu du XVIIe siècle, leurs ensembles musicaux (coro : chœur), qui comprennent choristes et instrumentistes, peuvent compter au minimum une vingtaine d'interprètes, chiffre qui peut aller quelquefois jusqu'à une centaine.

### Les élèves musiciennes
Les jeunes filles (putte, féminin pluriel de putto, enfant, jeune fille en vénitien) sont sélectionnées pour leurs talents. Au début, les leçons de musique viennent en plus des travaux quotidiens que les pensionnaires doivent accomplir, mais petit à petit, le nombre d’heures consacrées à la musique s’accroît et elles bénéficient de privilèges par rapport à leurs compagnes chargées de tâches plus prosaïques.
Le premier cycle de leur éducation se termine à l’âge de seize ans et est suivi d’un deuxième cycle de six années supplémentaires. Elles deviennent alors figlie del coro (filles du chœur) et ont l’obligation de rester dix années de plus dans le chœur et d’enseigner à aux moins deux plus jeunes élèves. Elles ont alors le titre de maestre (enseignantes). Leur formation tend à être la plus équilibrée possible, et limite le recrutement extérieur. En effet, les filles de chœur doivent :

« s’astreindre à l’étude de la musique de la façon la plus parfaite et universelle, aussi bien pour le chant que pour les instruments, en faisant en sorte qu’elles apprennent l’un et les autres selon leur connaissance, en les exerçant et au chant et à la musique instrumentale. »

 Dans les archives, les jeunes filles sont souvent désignées par leur prénom suivi de leur spécialisation (voix ou instrument), comme par exemple Anna Maria dal Violin. Elles apprennent à jouer de l'orgue, des instruments à corde, des instruments à vent et de percussion.
En principe, les figlie del coro restent à vie dans l'ospedale, à moins qu'elles ne soient demandées en mariage. Dans ce cas, elles doivent abandonner la musique : il leur est interdit « de chanter au théâtre, tant dans cette Dominante, que dans toute autre ville ». Cependant, certaines essayent de partir, avec plus ou moins de succès. Bianca Sacchetti et Andrianna Ferrarese, musiciennes accomplies de l’ospedale dei Mendicanti,
tentent une fugue en 1783 qui n'aboutit pas. La première obtient la permission de revenir, la seconde, ayant perdu sa virginité, est chassée. D'autres réussissent dans leur entreprise, comme Maddalena Laura Lombardini qui, avec la complicité et le soutien de Giuseppe Tartini, son maestro, fait une carrière internationale de violoniste, cantatrice et claveciniste.
La réputation de ces ensembles avant tout vocaux (cori : chœurs) est telle que les ospedali acceptent peu à peu des élèves extérieures. Certaines reçoivent des bourses attribuées par les bienfaiteurs. D’autres, orphelines de familles respectées, sont accueillies, comme par exemple Maria Cecilia Guardi (it), qui passe quelques années à l'Ospedale dei Mendicanti avant d'épouser Giambattista Tiepolo. D'autres encore, originaires de Venise, de la péninsule italienne mais aussi des cours européennes, viennent parfaire leur éducation musicale et payent leurs études. Elles sont désignées par l’expression figlie di spese (élèves payantes).

### Concerts
Les ensembles jouent dans les églises des quatre ospedale pendant les offices religieux. Pour les protéger des regards, les musiciennes sont assises dans des galeries bordées de barrières en métal ouvragé, et les auditeurs ne peuvent distinguer que leurs silhouettes.
La réputation des ensembles grandissant, les musiciennes sont sollicitées pour des fêtes privées par les familles riches de la ville, pour honorer un donateur ou un visiteur de marque. Un exemple en est le concert qu'un ensemble féminin donne en 1782 à l'occasion de la visite officielle du grand-duc Paul Petrovitch et de la grande-duchesse Marie Feodorovna, désignés par l'expression Conti del Nord. Les dirigeants de la république de Venise et les gouverneurs des ospedali ont conscience de l’importance des cori pour redonner une image de marque à leur ville qui avait perdu sa suprématie commerciale et maritime et pour en faire une capitale musicale européenne. Ainsi « (n’hésitent-ils) donc pas à autoriser les spectacles exceptionnels dans lesquels les putte non seulement sortaient de leur clôture, mais se produisaient également dans un répertoire profane.».

Concerts
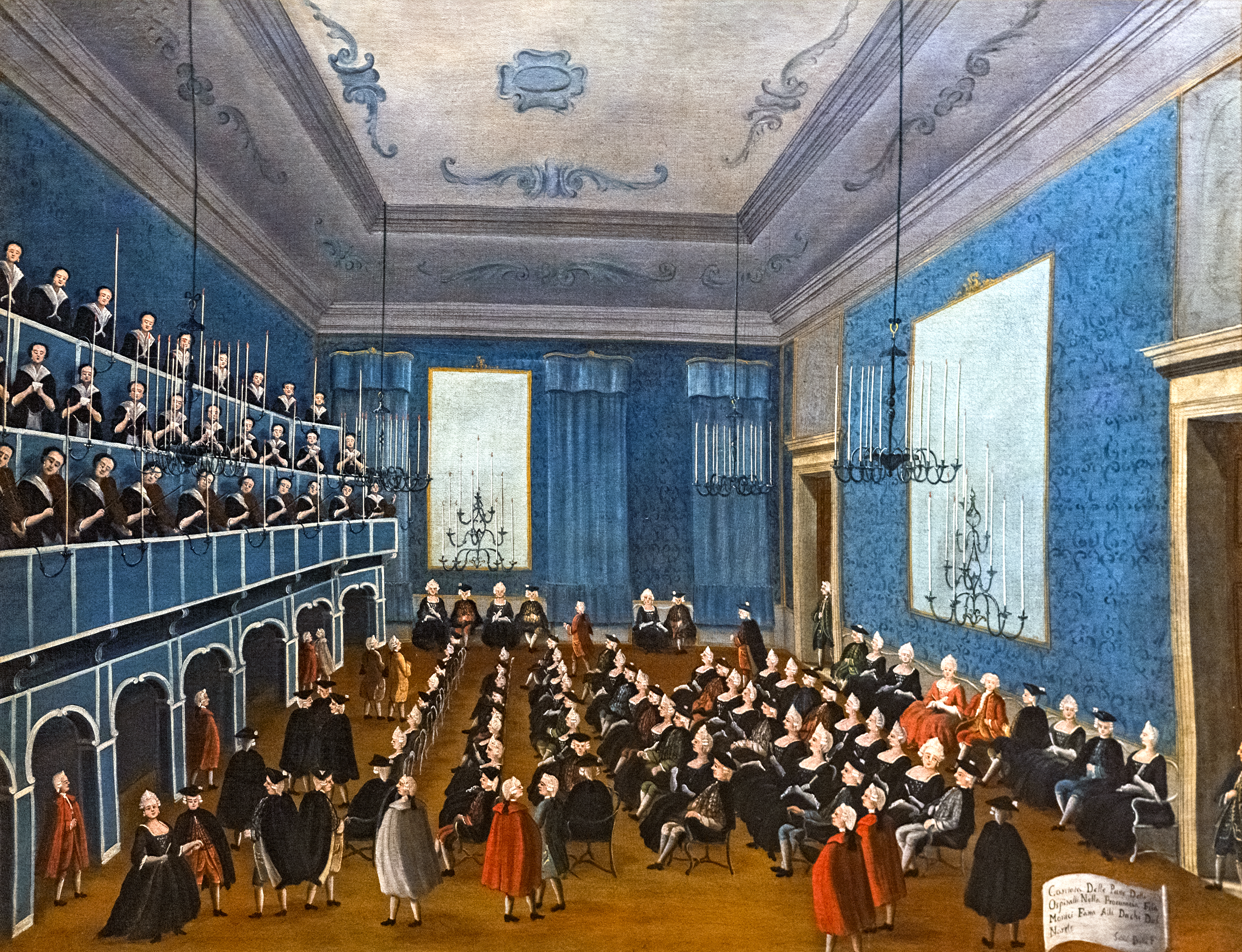
Concert privé des putte, Gabriele Bella.
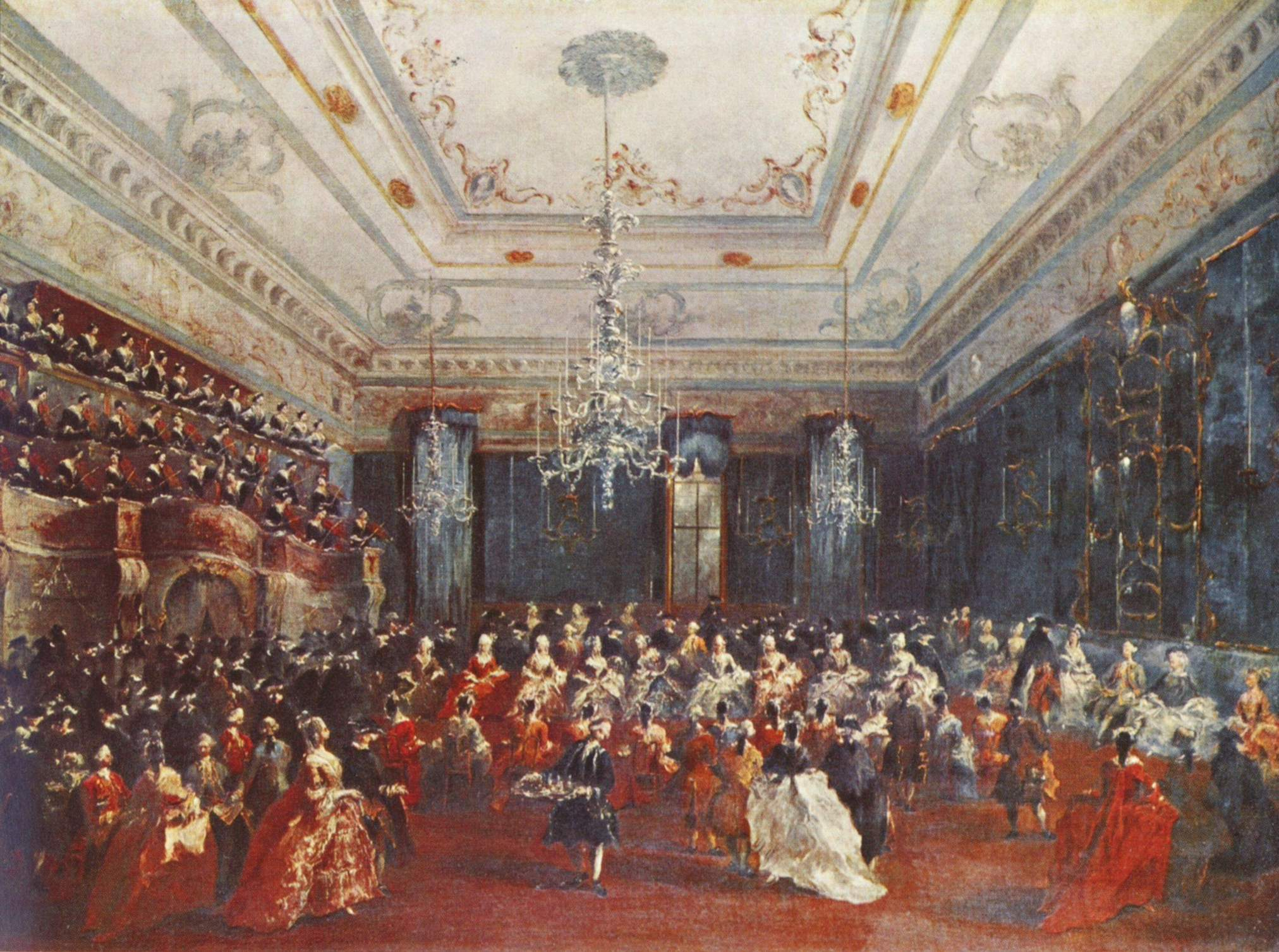
Concert de gala à l'ancienne Procuratia, Francesco Guardi.

L'apport financier provenant des concerts publics et des élèves externes payantes aide à couvrir les dépenses quotidiennes, l'achat d'instruments, et la possibilité d'offrir des salaires attirants aux maîtres de musique réputés qui sont recrutés pour leur enseigner chant et instruments. Les salaires des enseignants vont de cent à quatre cents ducats.

## Développement et rayonnement

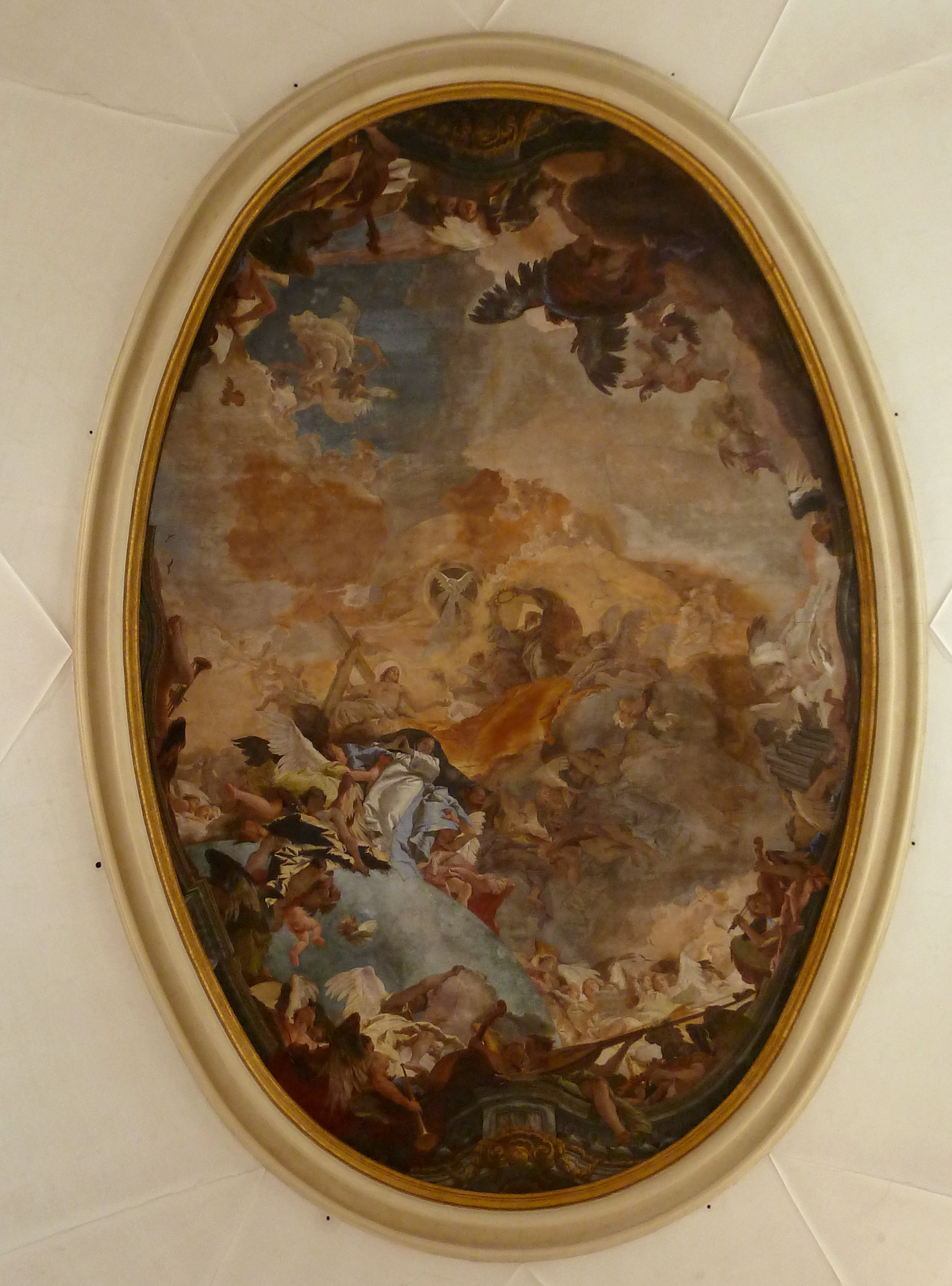
Couronnement de la Vierge (La Gloria o l’Incoronazione di Maria Immacolata), Giambattista Tiepolo, église de la Pietà.

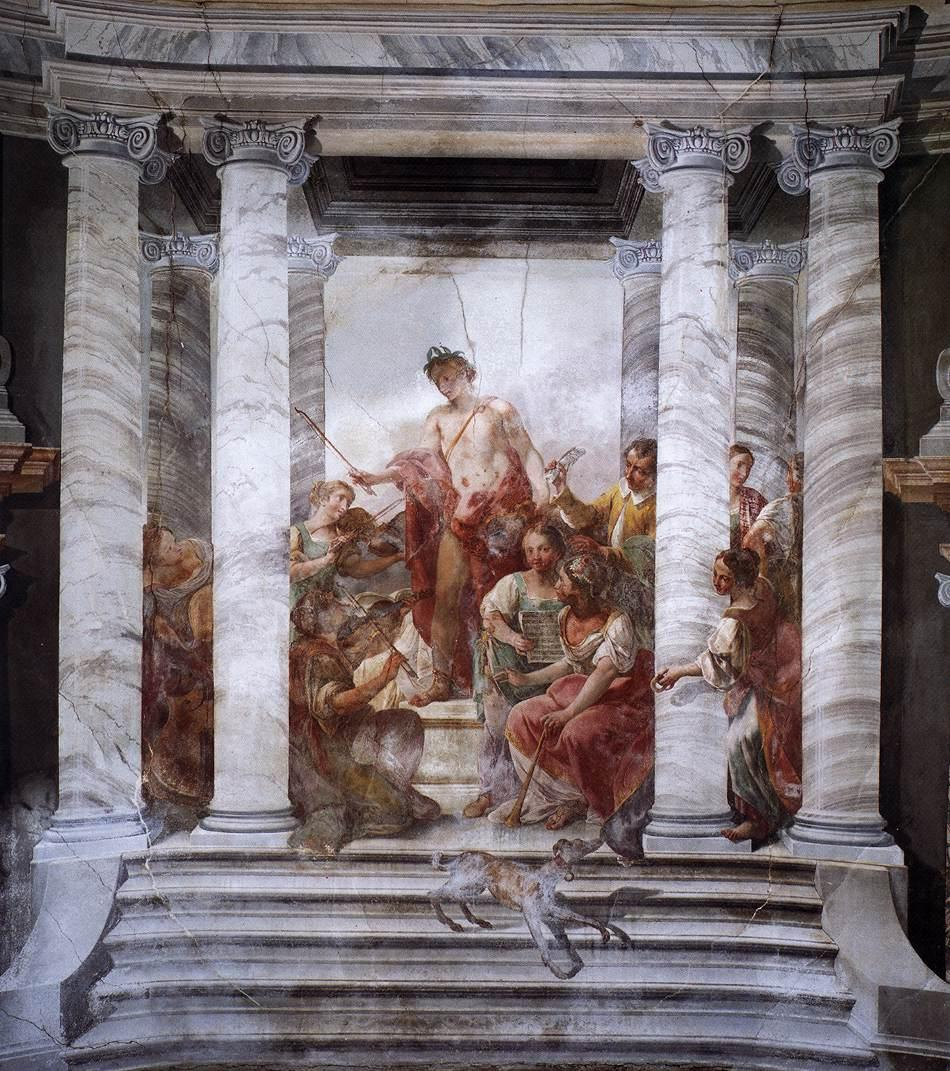
Apollon dirigeant les filles du chœur, Jacopo Guarana, salle de musique de l’Ospedale dei Derelitti.

### Influences sur l'architecture et la décoration
La place importante des écoles de musique a une influence sur l’architecture des églises et des bâtiments des ospedali et enrichit le patrimoine artistique de la ville. En effet, les administrateurs font appel à des architectes renommés (comme Giorgio Massari) pour modifier les volumes des églises afin de pouvoir accueillir un public de plus en plus nombreux venu assister à de véritables spectacles. Les églises se transforment en auditoriums dans lesquels la décoration, mais aussi l’acoustique, sont particulièrement soignées. L’intérieur de l’église du Pio Ospedale, l’école de musique la plus importante, est repensé comme une salle de concert. 
Des peintres réputés sont employés pour la décoration des églises. Une fresque de Giambattista Tiepolo décore le plafond de la Pietà. En 1776, l'espace réservé aux cuisines des Derelitti est transformé en salle de musique de forme elliptique, décorée par Agostino Mengozzi-Colonna (it), spécialiste des trompe-l'œil, et Jacopo Guarana, dont une fresque représentant Apollon entouré des filles du choeur orne le mur du fond. Le compositeur Pasquale Anfossi y figure à l'arrière-plan. Un des trompe-l'œil de Mengozzi-Colonna représente deux jeunes filles tournées vers le public, cachées derrière une grille dorée semblable aux grilles des galeries de musique des églises.

### Influence sur la vie musicale de la ville
Le développement des écoles de musique bénéficie de plusieurs facteurs favorables. 
L’un de ces facteurs relève de l’évolution des offices religieux. Vers le milieu du XVIIe siècle, la prédication commence à faire appel aux sens des auditeurs aussi bien qu’à leur esprit et les offices religieux tendent plus vers le spectacle. 
Un des autres facteurs est la popularité et le succès de l’opéra. Les troupes d’opéra font relâche en été, les riches bénéfacteurs et spectateurs quittant la ville et partant en villégiature, et les cori comblent ce vide en offrant des concerts de qualité avec des compositions demandant des talents musicaux similaires à ceux attendus pour l’opéra, en partie pour le plaisir des mélomanes moins aisés et des visiteurs. Le nombre élevé de compositions mariales, chantées entre la Pentecôte et l’Avent, confirme l’activité estivale des ensembles.

### Rôle dans la vie politique de la Sérénissime

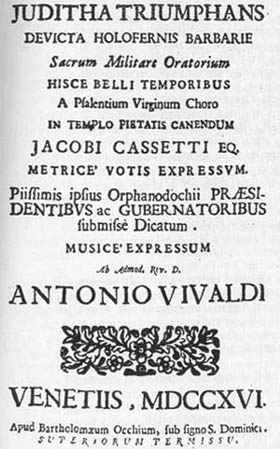
Affiche de la première représentation de Juditha triumphans en 1716 à l'Ospedale della Pietà.

Des fêtes, des processions, sont organisées par la ville dans une sorte de « calendrier liturgique de la patrie », à la fois pour célébrer sa grandeur (comme le Mariage avec la mer) ou pour demander la protection de Dieu. Par exemple, en 1716, le Sénat publie un décret multipliant les prières pour soutenir les armées de la République dans le siège contre les Turcs à Corfou. Les cori participent à ces célébrations par devoir religieux et politique, et par reconnaissance envers la République qui en a accueilli les membres. C'est pour fêter la victoire vénitienne que la ville commande la même année l'oratorio Juditha triumphans à Vivaldi, maestro de concerti à La Pietà.

### Production musicale
Même si les archives des hospices musiciens ont été en partie dispersées ou perdues, celles conservées dans le Fonds Correr du conservatoire Benedetto Marcello de Venise donnent une idée du nombre d'œuvres composées spécifiquement pour les ensembles féminins des ospedale.
L'oratorio Juditha triumphans illustre la façon dont les compositeurs s'adaptent aux nécessités d'un ensemble de voix de femmes. Les voix féminines interprètent les rôles masculins (Holopherne, le serviteur eunuque, le grand prêtre, chantés par une soprano et deux mezzo-sopranos), ainsi que ceux du chœur des soldats.

## Déclin des hospices musiciens
Malgré leur succès, vers la fin du XVIIIe siècle, les ospedale doivent faire face à de grosses difficultés financières. Les ensembles musicaux sont maintenus mais les salaires des enseignants extérieurs sont éliminés (en 1777 aux Mendicanti). Cependant, la liste des œuvres composées dans cette dernière phase et les commentaires des visiteurs montrent qu'ils conservent leur place sur la scène musicale, même si leur popularité varie en fonction de la qualité des professeurs et des compositeurs. 
Les problèmes financiers ne sont pas la seule raison de la baisse de popularité d'un coro. Celui de la Pietà perd son public en partie à cause de la rénovation de son église : le nouvel orgue est trop puissant, les galeries pour les musiciennes trop étroites pour accueillir tout l'ensemble. En 1770, Charles Burney porte le jugement suivant sur les quatre ospedale :

« Le conservatoire de la Pietà a été jusqu’à présent le plus célèbre pour son orchestre et celui des Mendicanti pour les voix. Mais le temps et les accidents peuvent apporter bien des altérations à ces dernières ; le maître de musique peut rendre célèbre une école de cette espèce par ses compositions ou par son talent dans l’art d’enseigner ; quant aux voix, la nature est parfois plus généreuse pour les sujets d’un hospice que pour ceux d’un autre. Le conservatoire de la Pietà étant celui qui compte le plus grand nombre d’élèves, on devrait s’attendre à y rencontrer les plus belles voix et le meilleur orchestre ; cependant, le grand talent du Signor Galuppi donne aujourd’hui la supériorité aux Incurabili, sous le rapport de la musique, du chant et des instruments. Vient ensuite l’Ospedaletto, en sorte que la Pietà semble jouir de la réputation d’être la meilleure école non pour ce qu’elle est à présent, mais pour ce qu’elle fut jadis. »

À la chute de la République, scellée par le traité de Campo-Formio en 1797, le statut des institutions religieuses change et elles passent sous administration civile, dans une alternance de retrait complet de leurs compétences et de restauration d'une partie de celles-ci. Toutes les institutions hospitalières (sauf la Pietà) sont régies par une seule administration (la Congregazione della Carità), les pensionnaires sont dispersées dans différents lieux d'accueil, ce qui entraîne la disparition des ensembles. Seul le coro de la Pietà continue jusqu'en 1866, dans l'ombre de sa gloire passée. Les biens, et en particulier les archives, disparaissent, se perdent, sont conservés dans différents endroits. Les documents retrouvés sont versés aux archives en 1877.

## Musiciens célèbres

### à l’Ospedale dei Derelitti
- Pasquale Anfossi

### à l’Ospedale degli Incurabili
- Carlo Pallavicino
- Carlo Francesco Pollarolo
- Johann Adolph Hasse
- Niccolò Jommelli
- Vincenzo Legrenzio Ciampi
- Baldassare Galuppi

### à l’Ospedale dei Mendicanti
- Giovanni Legrenzi
- Baldassare Galuppi
- Giuseppe Tartini

### au Pio Ospedale della Pietà
- Francesco Gasparini
- Antonio Vivaldi

## Galerie

Les quatre hospices musiciens de Venise
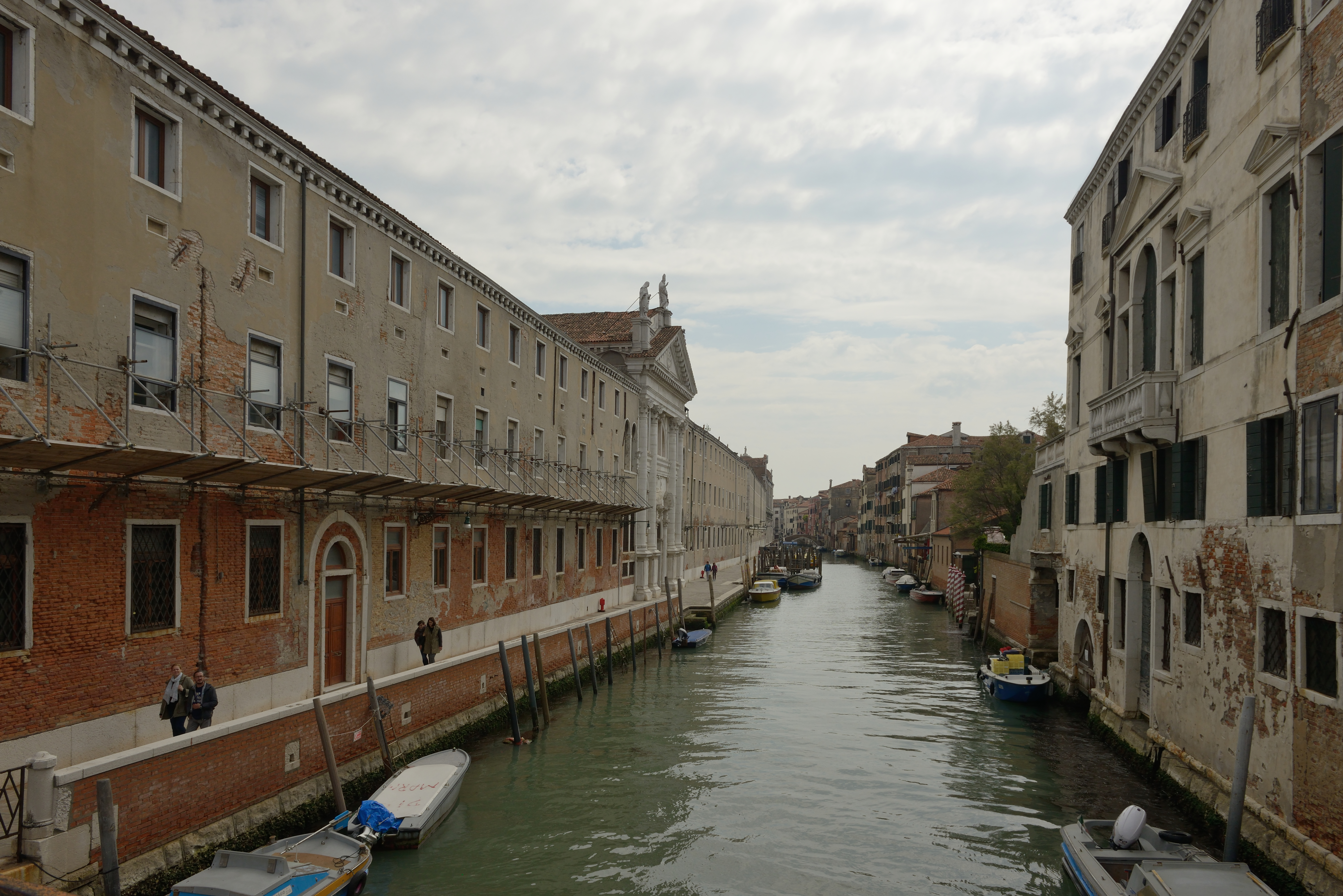
Église de l’Ospedale dei Mendicanti.
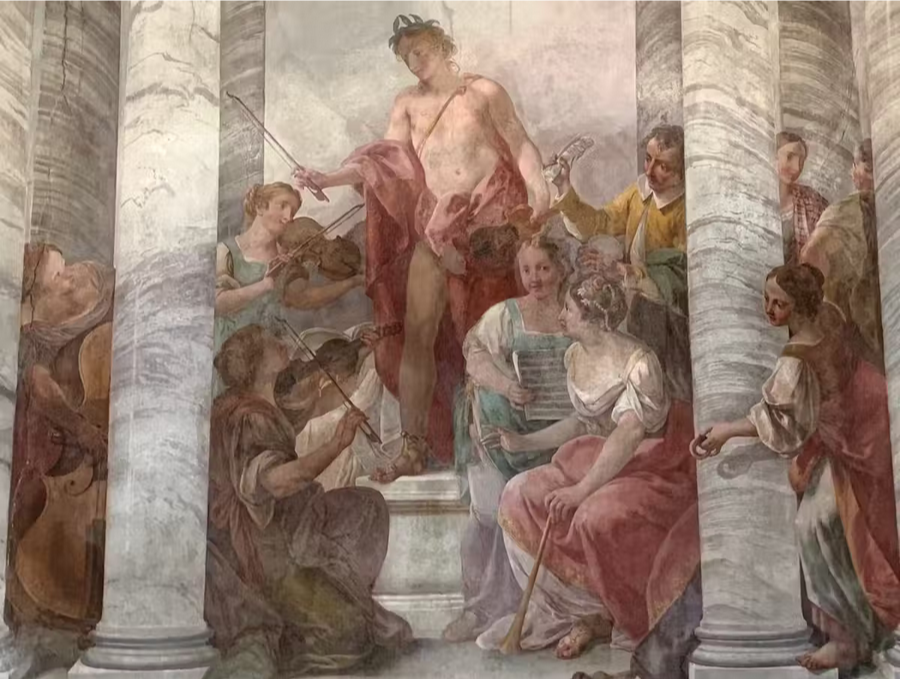
Fresque Apollon dirigeant un chœur de jeunes filles (1776-1777) de Jacopo Guarana (détail de la partition Antigono de Pasquale Anfossi) dans l'Ospedale di Santa Maria dei Derelitti.
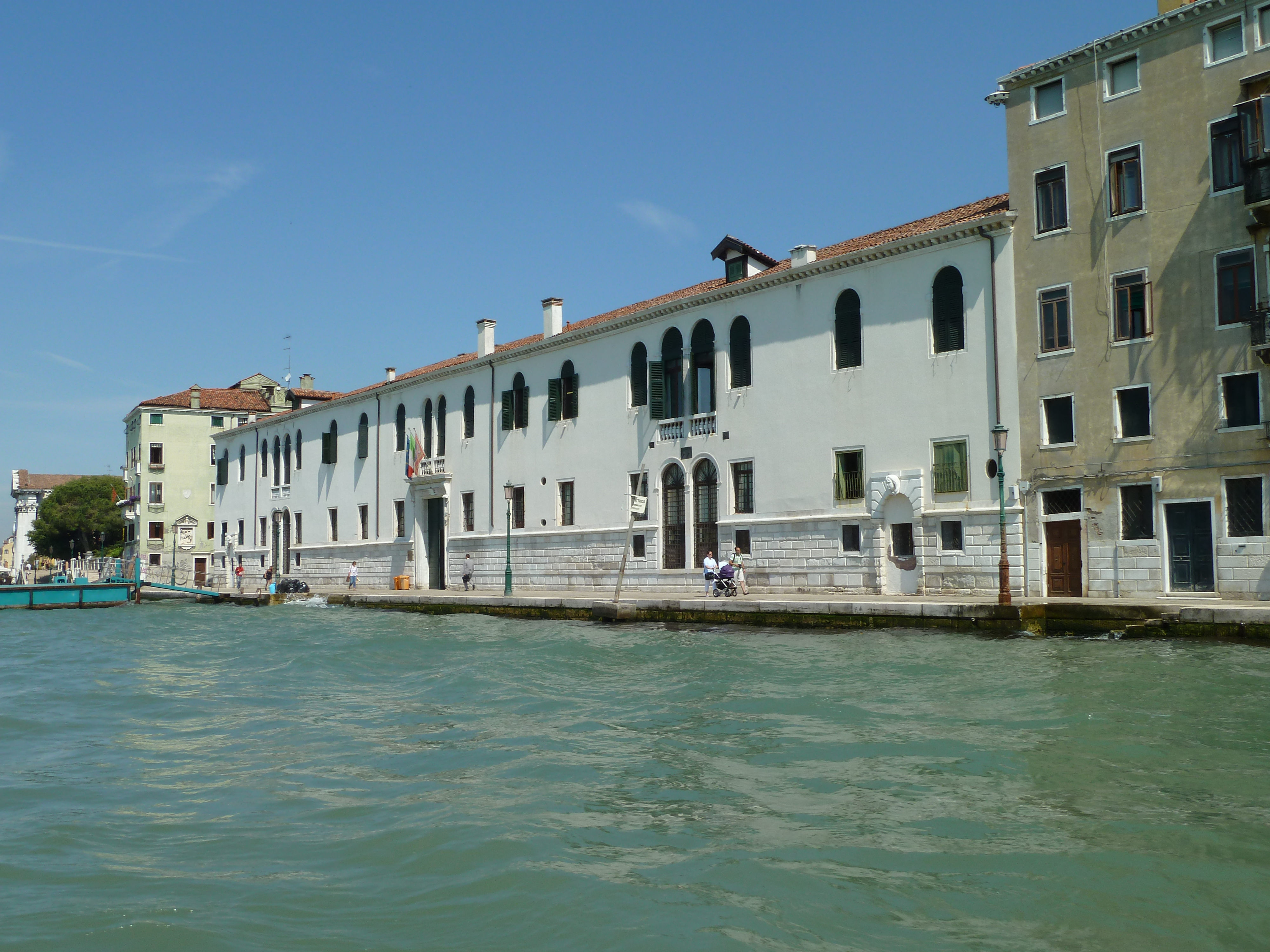
Ospedale degli Incurabili.
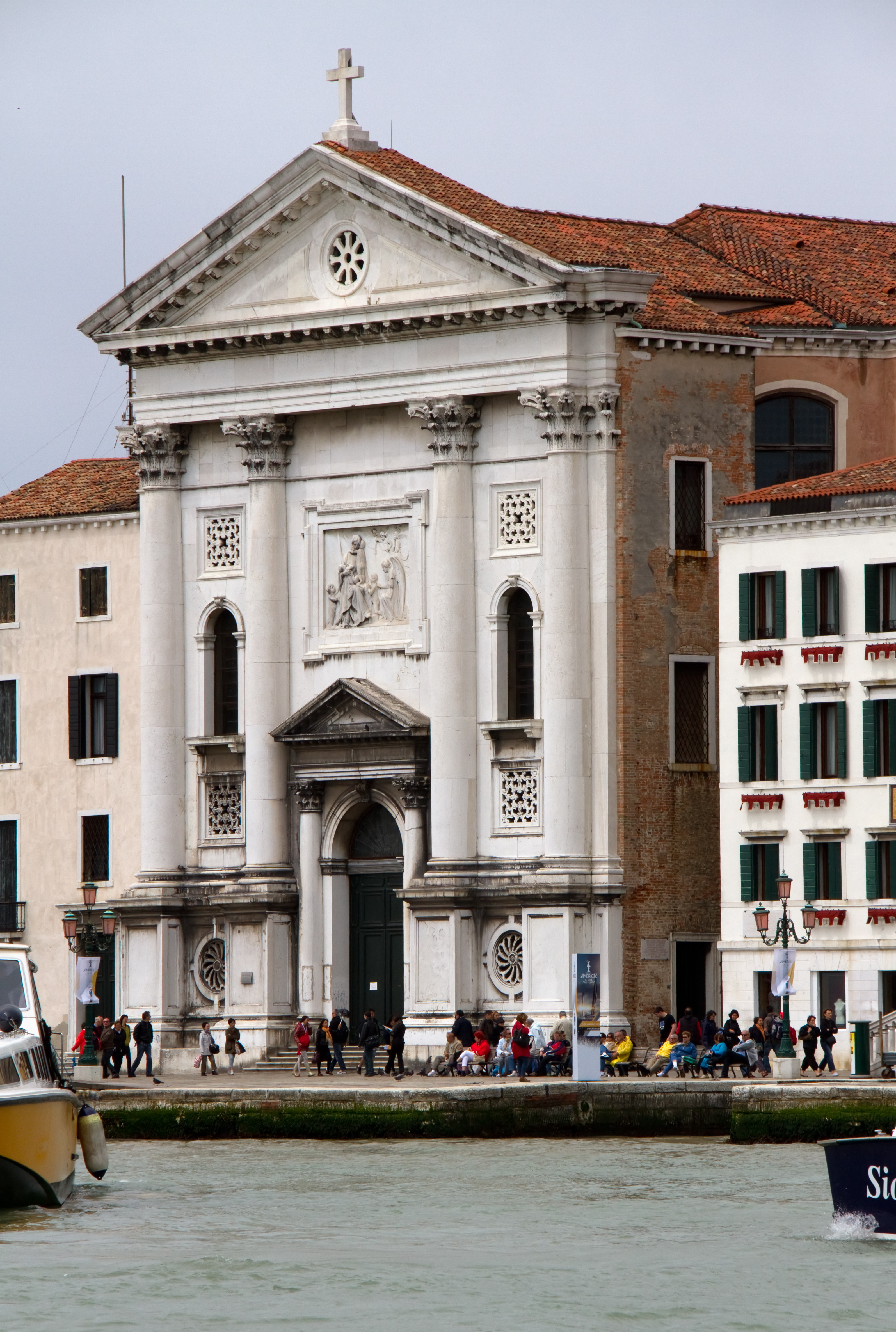
Église du Pio Ospedale della Pietà.